# NGC 316
NGC 316 é uma estrela na direção da constelação de Pisces. O objeto foi descoberto pelo astrônomo William Parsons em 1850, usando um telescópio refletor com abertura de 72 polegadas. 